# Climat de l'Oise
Pour un article plus général, voir Oise (département).

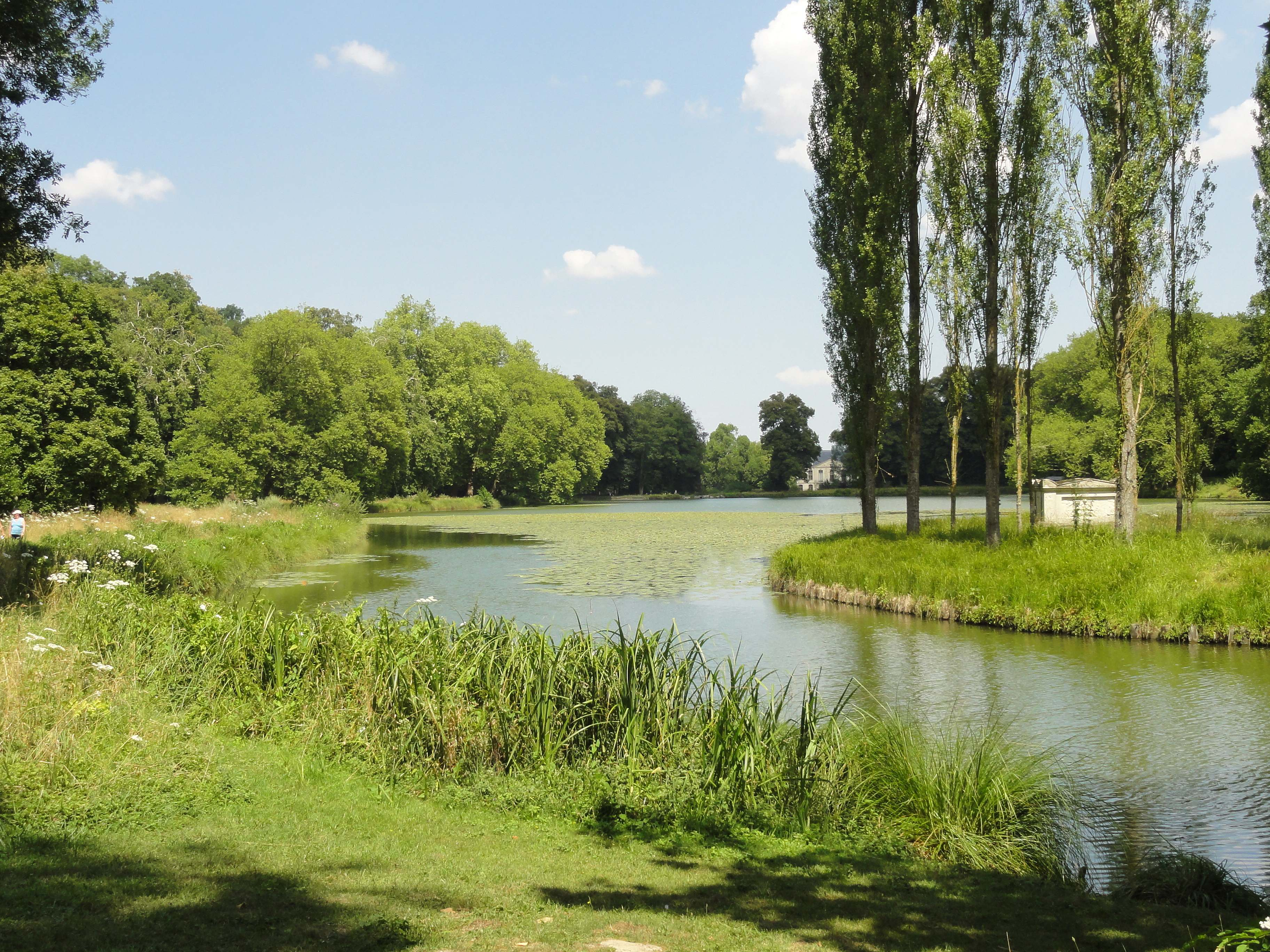
Ermenonville, dans le sud-est de l'Oise.

Le climat de l'Oise est le climat dans le département français de l'Oise. Il est de type océanique dégradé frais et humide. Le niveau des précipitations est dans la moyenne nationale, cependant l’ensoleillement et les températures moyennes sont parmi les plus faibles de France[réf. nécessaire].

## Climat à Beauvais
Beauvais bénéficie d'un climat océanique dégradé (du fait de l'éloignement de la mer, située à 90 km à vol d'oiseau, au niveau du Tréport).
Les collines du pays de Bray protègent Beauvais des précipitations. Les quantités de pluie sont plus faibles que la moyenne nationale, mais la fréquence est plus élevée. Le brouillard est souvent présent. Le département subit 41 jours de vent en moyenne par an, venant généralement d'ouest ou du sud-ouest,. Les quatre mois de juin, juillet, août et septembre connaissent en moyenne des températures maximales supérieures à 20 °C.
| Mois                                  | jan.       | fév.       | mars       | avril     | mai       | juin      | jui.      | août     | sep.      | oct.      | nov.       | déc.       | année   |
| ------------------------------------- | ---------- | ---------- | ---------- | --------- | --------- | --------- | --------- | -------- | --------- | --------- | ---------- | ---------- | ------- |
| Température minimale moyenne (°C)     | 1          | 0,9        | 3          | 4,5       | 8,1       | 10,9      | 12,9      | 12,8     | 10,2      | 7,6       | 3,9        | 1,5        | 6,4     |
| Température moyenne (°C)              | 3,7        | 4,1        | 7,1        | 9,4       | 13,1      | 16        | 18,5      | 18,4     | 15,2      | 11,5      | 7          | 4,1        | 10,7    |
| Température maximale moyenne (°C)     | 6,3        | 7,3        | 11,1       | 14,3      | 18,2      | 21,2      | 24        | 23,9     | 20,3      | 15,5      | 10,1       | 6,6        | 14,9    |
| Record de froid (°C) date du record   | −19,7 1954 | −16,8 1956 | −12,1 2013 | −5,4 2013 | −2,4 2019 | 1,2 1991  | 3,6 1954  | 3,9 1974 | −0,5 1952 | −5 2003   | −10,9 1956 | −15,7 1946 | −19,7   |
| Record de chaleur (°C) date du record | 15,6 2003  | 20,4 1960  | 23,5 1955  | 28,4 1949 | 31,2 1953 | 36,9 2011 | 41,6 2019 | 39 2003  | 33,9 1949 | 28,2 2011 | 19,2 1955  | 17 2000    | 41,6    |
| Ensoleillement (h)                    | 58,2       | 83,9       | 128,5      | 175       | 203,7     | 214,4     | 233,7     | 218,7    | 162       | 112,7     | 68,5       | 47,1       | 1 706,4 |
| Précipitations (mm)                   | 57,4       | 45,4       | 53,4       | 48,7      | 58,9      | 56,5      | 53,7      | 51,7     | 54,2      | 63,8      | 56         | 66,9       | 666,6   |

| Ville             | Ensoleillement · (h/an) | Pluie · (mm/an) | Neige · (j/an) | Orage · (j/an) | Brouillard · (j/an) |
| ----------------- | ----------------------- | --------------- | -------------- | -------------- | ------------------- |
| Médiane nationale | 1 852                   | 835             | 16             | 25             | 50                  |
| Beauvais          | 1 706                   | 667             | 15             | 18             | 52                  |
| Paris             | 1 717                   | 634             | 13             | 20             | 26                  |
| Nice              | 2 760                   | 791             | 1              | 28             | 2                   |
| Strasbourg        | 1 747                   | 636             | 26             | 28             | 69                  |
| Brest             | 1 555                   | 1 230           | 6              | 12             | 78                  |
| Bordeaux          | 2 070                   | 987             | 3              | 32             | 78                  |

## Climat à Clermont
Le climat à Clermont est de type océanique doux et humide, c'est-à-dire des hivers froid ou doux selon les années et pluvieux. Les étés sont chauds et rarement humides mais avec un total annuel des précipitations assez fort et une amplitude thermique moyenne due à la situation géographique entre l'est de la France et la manche. La pluviométrie, est plus importante sur les reliefs que dans la vallée de la Brêche. Le vent est plus présent au sommet des collines et sur le plateau de Cambronne-lès-Clermont et rare sur les pentes.
Tableau comparatif des données climatiques de Lamécourt (7 km au nord de Clermont)
| Ville                | Ensoleillement · (h/an) | Pluie · (mm/an) |
| -------------------- | ----------------------- | --------------- |
| Médiane nationale    | 1 852                   | 835             |
| Clermont (Lamécourt) | 1562                    | 674             |
| Paris                | 1 717                   | 634             |
| Nice                 | 2 760                   | 791             |
| Strasbourg           | 1 747                   | 636             |
| Brest                | 1 555                   | 1 230           |
| Bordeaux             | 2 070                   | 987             |

Le tableau ci-dessous indique les températures et les précipitations mensuelles moyennes de l'année 2011 calculées à partir de l'écart à la normale :
| Mois                              | jan. | fév. | mars | avril | mai  | juin | jui. | août | sep. | oct. | nov. | déc. | année |
| --------------------------------- | ---- | ---- | ---- | ----- | ---- | ---- | ---- | ---- | ---- | ---- | ---- | ---- | ----- |
| Température minimale moyenne (°C) | 1,5  | 1,9  | 2    | 5,1   | 5    | 10   | 9,7  | 11,4 | 10,6 | 7,4  | 4,9  | 2,6  | 6     |
| Température moyenne (°C)          | 3,4  | 3,9  | 6,7  | 8,8   | 12,7 | 15,5 | 17,9 | 18   | 14,9 | 11   | 6,5  | 4,4  | 10,4  |
| Température maximale moyenne (°C) | 6,6  | 9,2  | 13,4 | 19,9  | 21,4 | 22,7 | 22,3 | 23,2 | 22,2 | 16,8 | 11,2 | 9,2  | 16,5  |
| Précipitations (mm)               | 57   | 46   | 52   | 48    | 63   | 60   | 49   | 47   | 61   | 63   | 58   | 70   | 674   |

## Climat à Senlis
Senlis connaît un climat océanique dégradé. L'influence de l'agglomération parisienne sur les températures peut être considérée comme nulle à cette distance de la capitale. Du fait de l'absence d'une station météorologique sur la commune, des données climatiques spécifiques à Senlis ne sont pas disponibles. L'on peut cependant se reporter à Creil, la distance à vol d'oiseau entre la cathédrale de Senlis et l'aérodrome de Creil n'étant que de huit kilomètres.
Le tableau ci-dessous indique les normales météorologiques, qui sont des moyennes mensuelles calculées sur la base des relevés de la période de 1971 à 2000, concernant les températures et les précipitations. Des données sur l'ensoleillement ne sont pas disponibles pour la station de Creil. L'on remarquera différences de la pluviométrie relativement faibles entre les différents mois et saisons. La saison où il pleut le plus est l'automne (septembre à novembre) avec 183 mm, et la saison avec le moins de pluie est le printemps (mars à mai) avec 165 mm au total. Le nombre moyen des jours avec précipitations supérieures à un millimètre est de 124 par an.
| Mois                              | jan. | fév. | mars | avril | mai  | juin | jui. | août | sep. | oct. | nov. | déc. | année |
| --------------------------------- | ---- | ---- | ---- | ----- | ---- | ---- | ---- | ---- | ---- | ---- | ---- | ---- | ----- |
| Température minimale moyenne (°C) | 0,8  | 0,8  | 2,7  | 4,1   | 7,8  | 10,3 | 12,5 | 12,3 | 9,8  | 7    | 3,4  | 1,7  | 6     |
| Température maximale moyenne (°C) | 6,3  | 7,5  | 11   | 14,1  | 18,2 | 21,1 | 24   | 24,2 | 20,2 | 15,1 | 9,6  | 6,6  | 14,8  |
| Précipitations (mm)               | 60   | 45   | 53   | 46    | 66   | 62   | 59   | 49   | 58   | 66   | 59   | 67   | 689,4 |

## Climat à Creil
Creil connaît un climat océanique dégradé.
| Mois                                  | jan.       | fév.       | mars       | avril     | mai       | juin      | jui.      | août      | sep.      | oct.      | nov.       | déc.       | année      |
| ------------------------------------- | ---------- | ---------- | ---------- | --------- | --------- | --------- | --------- | --------- | --------- | --------- | ---------- | ---------- | ---------- |
| Température minimale moyenne (°C)     | 1,1        | 1          | 3,2        | 4,7       | 8,3       | 11        | 13,1      | 12,9      | 10,3      | 7,6       | 3,9        | 1,4        | 6,6        |
| Température maximale moyenne (°C)     | 6,6        | 7,8        | 11,6       | 14,9      | 18,7      | 21,9      | 24,7      | 24,6      | 20,6      | 15,6      | 10,1       | 6,5        | 15,3       |
| Record de froid (°C) date du record   | −21,6 1985 | −18,5 1956 | −11,4 1971 | −5,3 1973 | −2,6 1981 | 0,7 1975  | 3,5 1960  | 3,2 1965  | −0,6 1971 | −5 2003   | −11,3 1998 | −16,7 1970 | −21,6 1985 |
| Record de chaleur (°C) date du record | 15,9 2003  | 21,4 1960  | 24,8 1955  | 27,9 1955 | 31,7 1976 | 36,4 2011 | 41,6 2019 | 39,1 2003 | 32,3 1982 | 28,3 2011 | 19,6 1993  | 16,9 2000  | 41,6 2019  |
| Précipitations (mm)                   | 58,8       | 46,5       | 52,6       | 48,1      | 61,8      | 58,2      | 55,6      | 56,6      | 50,1      | 70,8      | 56,6       | 65,4       | 681,1      |